# Back to Bataan
Back to Bataan is een Amerikaanse oorlogsfilm uit 1945 onder regie van Edward Dmytryk. De film werd destijds in Nederland en Vlaanderen uitgebracht onder de titel Terug naar Bataan.

## Verhaal
In Bataan ontvangen kolonel Joseph Madden en zijn mannen een radiobericht. Actrice Dalisay Delgado roept op om geen weerstand te bieden aan de Japanners. De toestand lijkt hopeloos, wanneer Bataan valt. Kolonel Madden krijgt het bevel om een guerrilla te voeren met Amerikaanse troepen en Filipijnse vrijwilligers.

## Rolverdeling
| Acteur            | Personage                 |
| ----------------- | ------------------------- |
| John Wayne        | Kolonel Joseph Madden     |
| Anthony Quinn     | Kapitein Andrés Bonifácio |
| Beulah Bondi      | Bertha Barnes             |
| Fely Franquelli   | Dalisay                   |
| Richard Loo       | Majoor Hasko              |
| Philip Ahn        | Kolonel Coroki            |
| Alex Havier       | Sergeant Bernessa         |
| Ducky Louie       | Maximo Cuenca             |
| Lawrence Tierney  | Luitenant Waite           |
| Leonard Strong    | Generaal Homma            |
| Paul Fix          | Bindle Jackson            |
| Abner Biberman    | Japanse kapitein          |
| Vladimir Sokoloff | Buenaventura J. Bello     |